# Rödbrun rottryffel
Rödbrun rottryffel (Scleroderma cepa) är en svampart som beskrevs av Pers. 1801. Rödbrun rottryffel ingår i släktet Scleroderma och familjen rottryfflar. Arten är reproducerande i Sverige. Inga underarter finns listade i Catalogue of Life.